# 107379 Johnlogan
107379 Johnlogan è un asteroide della fascia principale. Scoperto nel 2001, presenta un'orbita caratterizzata da un semiasse maggiore pari a 2,7732383 UA e da un'eccentricità di 0,0347344, inclinata di 3,93200° rispetto all'eclittica.